# Christoph Cellarius

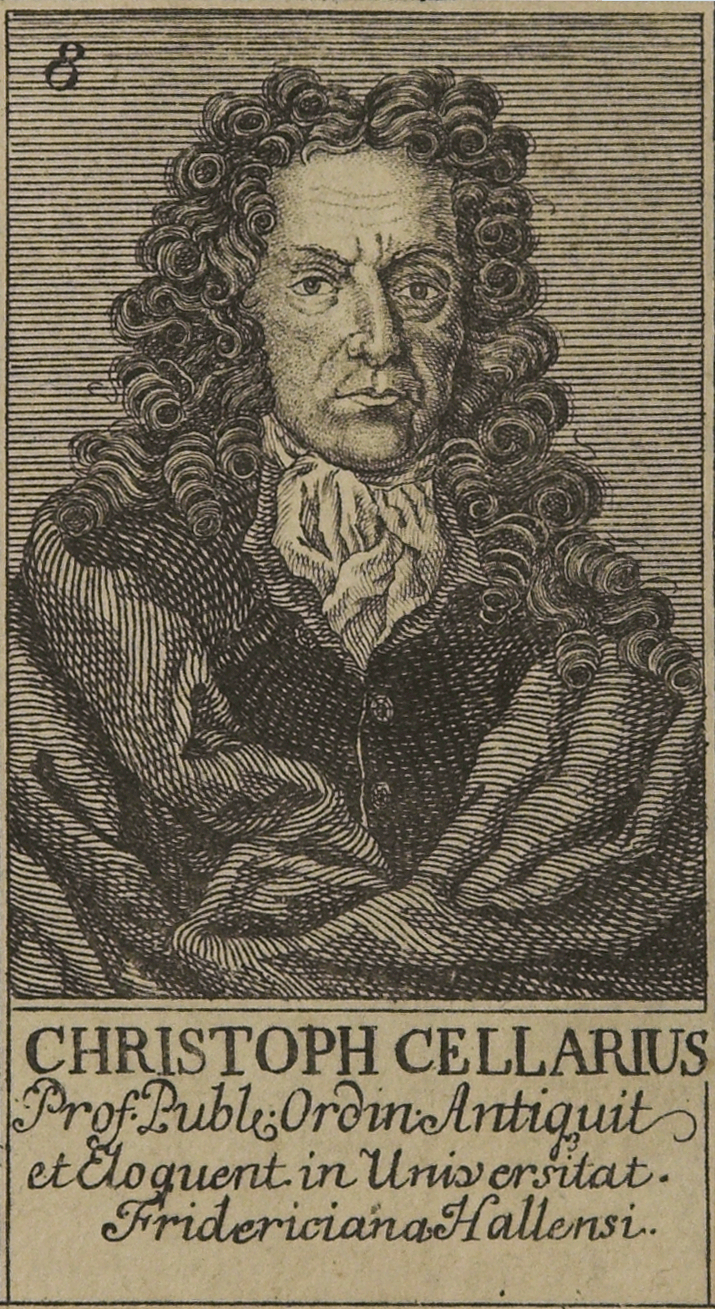
Christoph Cellarius

Christoph (Keller) Cellarius (Schmalkalden, 22 de novembro de 1638 – Halle an der Saale, 4 de junho de 1707) foi um historiador e académico clássico alemão, autor da obra Historia Universalis que ajudou a popularizar tornar padrão a divisão tripartida da História em Antiguidade, Idade Média e Novo Período.
Ao contrário do que às vezes se divulga, Cellarius não cunhou o termo "Idade Média". Este já havia sido introduzido por Giovanni Andrea Bussi, anos antes. No entanto, ele é o responsável por estipular a data de 1453 (Queda de Constantinopla) como o marco final da Idade Média.